# روآبروک بال‌برنزه
روآبروک بال‌برنزه یا برکه‌نورد بال‌برنزه (نام علمی: Metopidius indicus) نام یک گونه از تیره روآبروک است.

## نگارخانه

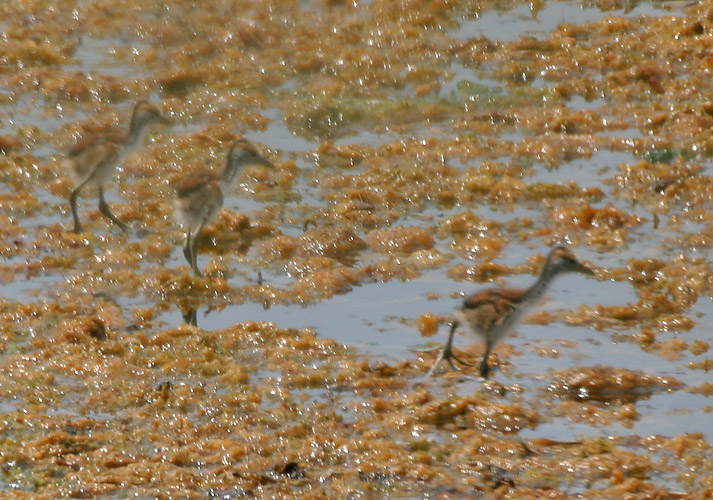
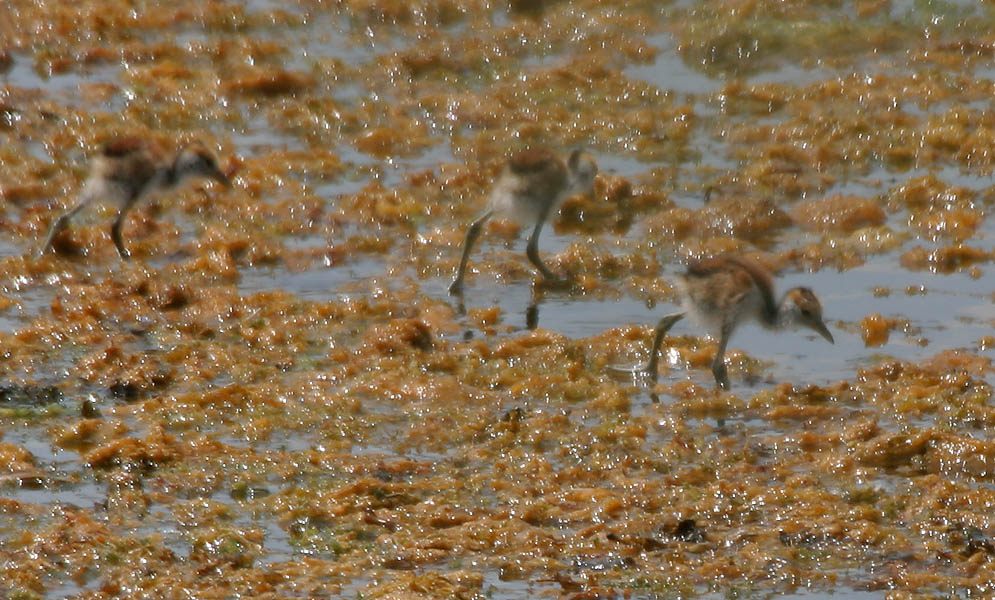
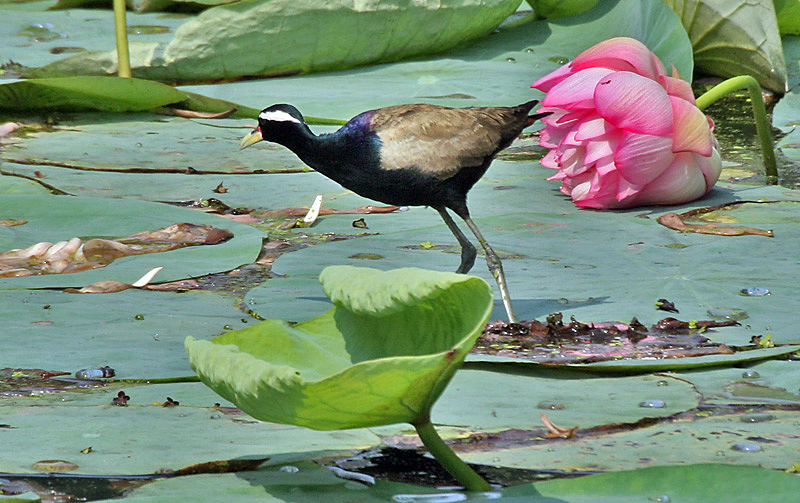
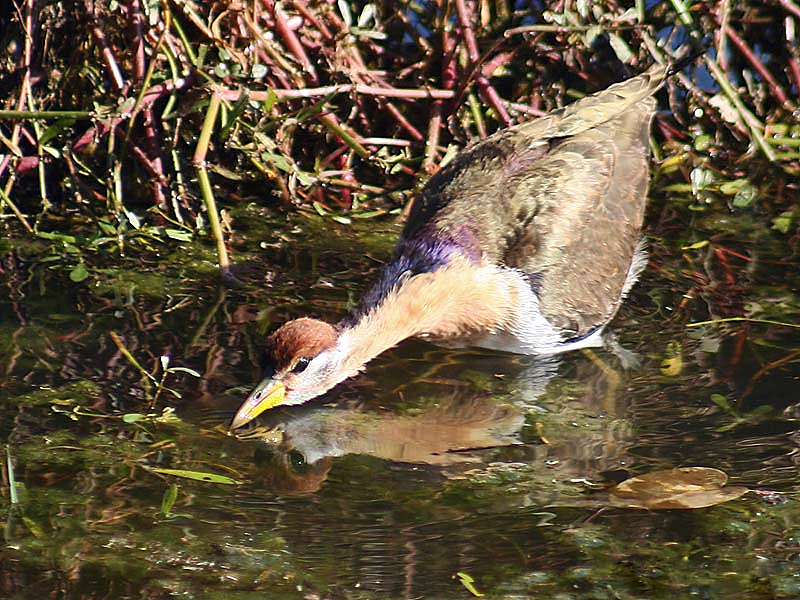
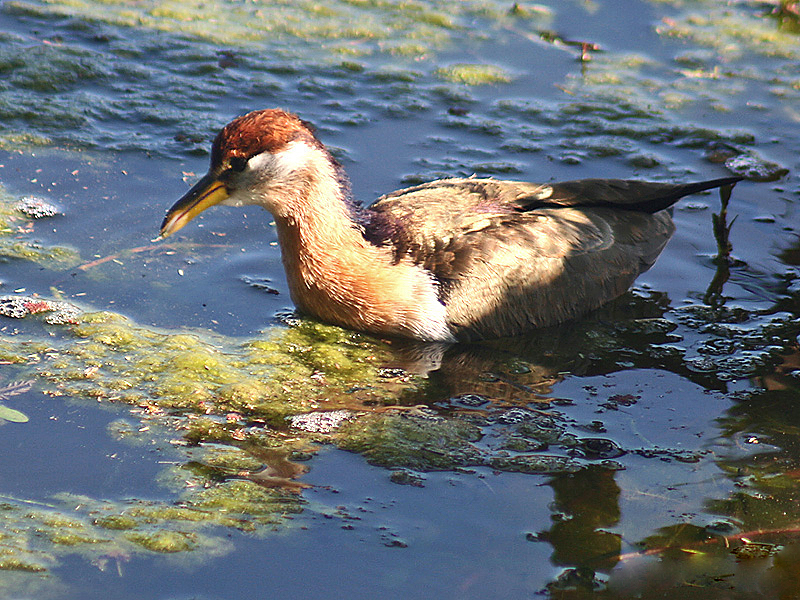
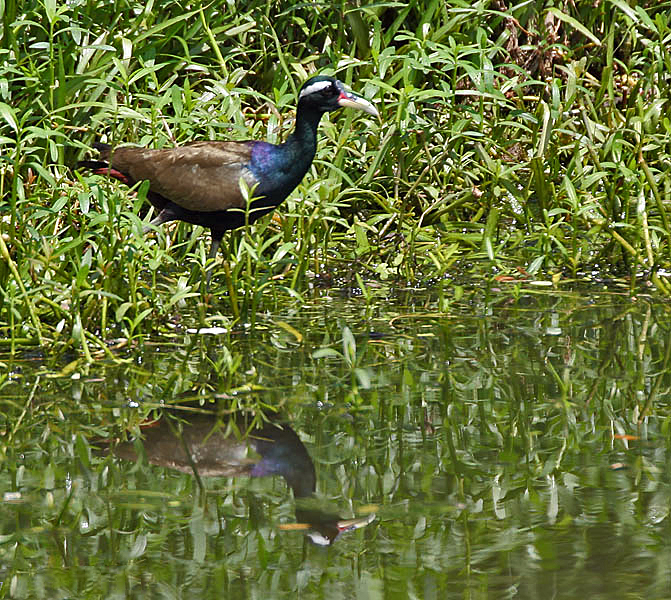
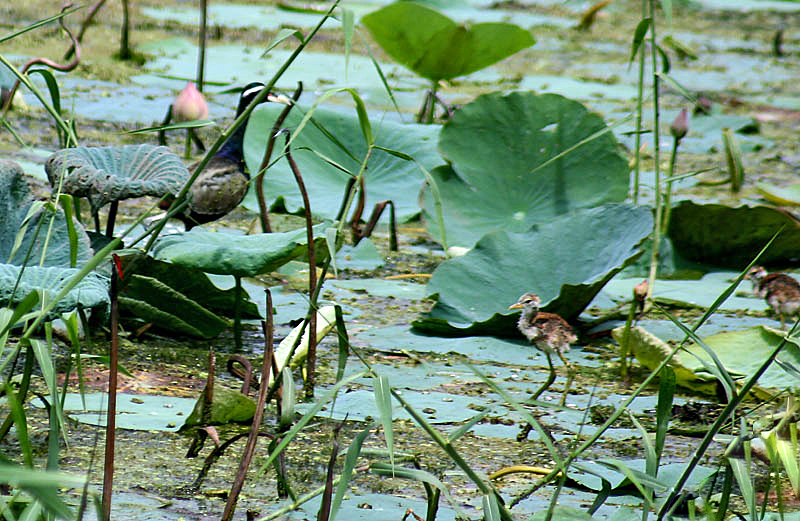
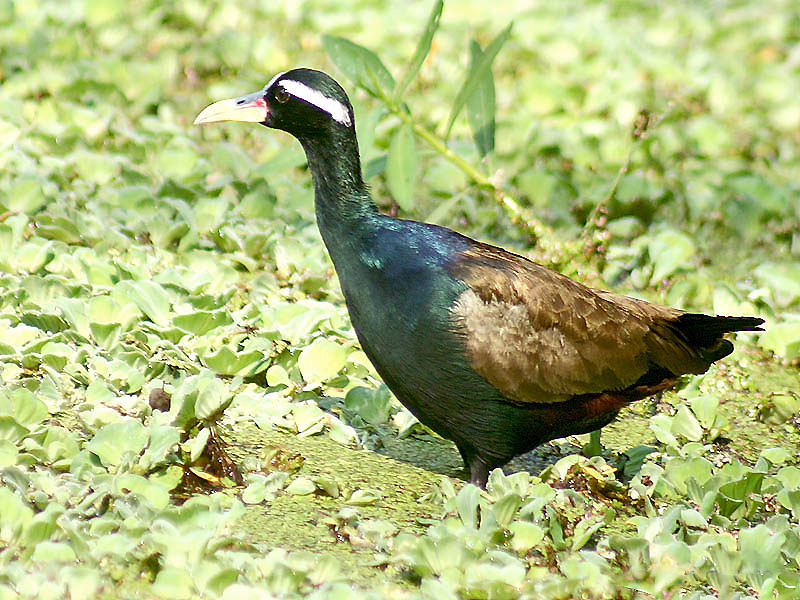
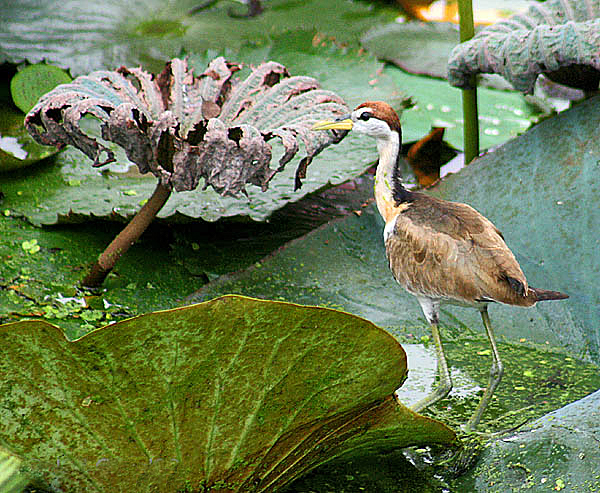
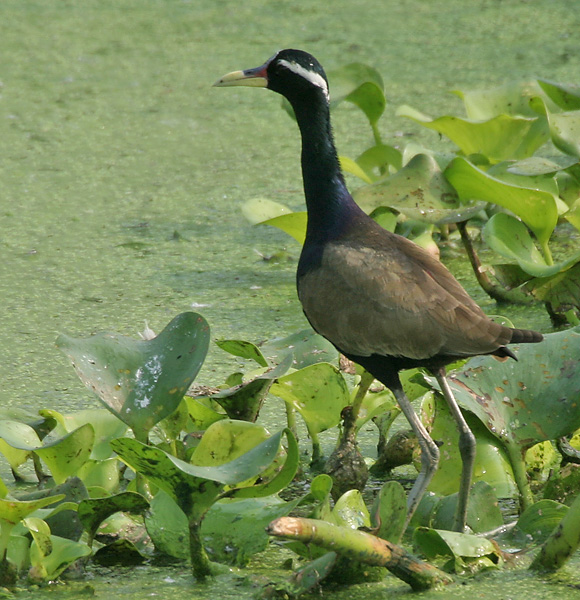
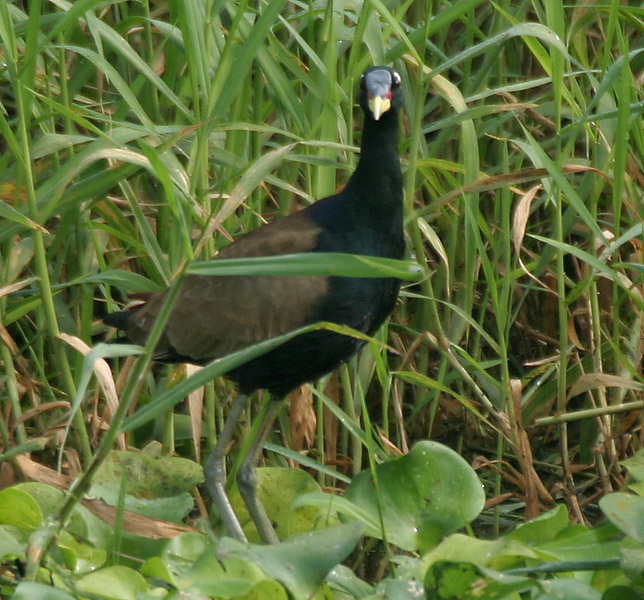